# Uduminelita
La uduminelita és un mineral de la classe dels fosfats. Rep el nom per la zona minera de feldespat del mont Uzumine (també coneguda com Udumine), al Japó.

## Característiques
La uduminelita és un fosfat de fórmula química Ca₃Al₈(PO₄)₂O₁₂·2H₂O. Es tracta d'una espècie aprovada per l'Associació Mineralògica Internacional, però el seu estatus és dubtós.

## Formació i jaciments
Va ser descoberta al mont Uzumine, a la prefectura de Fukushima (Japó), on es troba en forma de cristalls aciculars blancs en esquerdes de perthita.